# Yuya Hikichi (fotbollsspelare född 1990)
Yuya Hikichi (曵地 裕哉 Hikichi Yuya?), född 2 september 1990 i Hokkaido prefektur, är en japansk fotbollsspelare.
Hikichi började sin karriär 2009 i Consadole Sapporo. 2014 flyttade han till Ehime FC. Efter Ehime FC spelade han för Suzuka Unlimited FC.